# Martin Spelmann
Martin Spelmann (Hvidovre, 21 marzo 1987) è un calciatore danese, centrocampista dell'Hvidovre.

## Carriera

### Club
Spelmann ha giocato nelle giovanili del Rosenhøj e del Brøndby. Ha esordito in prima squadra del Brøndby il 13 aprile 2006, subentrando a Jonas Kamper nella partita vinta per 0-1 sul campo dell'Aarhus.
Il 27 luglio 2006 ha giocato la prima partita nelle competizioni europee per club: è stato schierato titolare nel pareggio per 0-0 in casa del Valur, sfida valida per i turni preliminari della Coppa UEFA 2006-2007.
Il 9 settembre 2006 ha realizzato la prima rete nella massima divisione danese, nel pareggio per 1-1 arrivato in casa dell'Aalborg.
Nell'estate 2008, Spelmann è passato all'Horsens. Il 28 luglio 2008 ha dunque esordito in squadra, quando è stato schierato titolare nel 3-1 subito in casa dell'Aarhus. Al termine di quello stesso campionato, l'Horsens è retrocesso in 1. Division.
Spelmann ha contribuito alla promozione arrivata al termine della 1. Division 2009-2010. È rimasto in squadra per un quinquennio, totalizzando 144 presenze e 16 reti in campionato.
Nel 2013 si è accordato con l'Odense: ha giocato la prima partita con questa casacca il 21 luglio, nel pareggio per 1-1 contro il SønderjyskE. Il 6 ottobre 2013 ha realizzato il primo gol, nella vittoria per 1-3 arrivata sul campo dell'Esbjerg.
Nell'estate 2015 è passato ai turchi del Gençlerbirliği. Il debutto in Süper Lig è datato 17 agosto, nella sconfitta casalinga per 2-3 subita contro il Çaykur Rizespor.
Il 1º luglio 2016 ha firmato un contratto triennale con l'Aarhus. È tornato a calcare i campi da calcio danesi il 17 luglio, schierato titolare nella vittoria per 1-2 in casa del SønderjyskE. Il 31 ottobre 2016 ha segnato le prime reti in squadra, con una doppietta nel 6-2 inflitto all'Esbjerg.
Il 28 febbraio 2019, Spelmann ha firmato un contratto biennale con i norvegesi dello Strømsgodset. Il 31 marzo ha esordito in Eliteserien, subentrando a Marcus Pedersen nella vittoria per 3-2 sull'Haugesund.
Il 10 febbraio 2020 ha rescisso il contratto che lo legava allo Strømsgodset.
Il 1º agosto 2020 ha firmato un contratto valido fino al termine della stagione con gli svedesi del Mjällby.

### Nazionale
Spelmann ha rappresentato la Danimarca a livello Under-16, Under-17, Under-18, Under-19, Under-20 e Under-21. Per quanto concerne quest'ultima selezione, ha esordito il 16 agosto 2006: ha sostituito Johan Absalonsen nell'amichevole persa per 2-3 contro la Svizzera.

## Statistiche

### Presenze e reti nei club
Statistiche aggiornate al 6 agosto 2021.
| Stagione        | Squadra         | Campionato      | Campionato | Campionato | Coppe nazionali | Coppe nazionali | Coppe nazionali | Coppe continentali | Coppe continentali | Coppe continentali | Altre coppe | Altre coppe | Altre coppe | Totale | Totale | Totale |
| Stagione        | Squadra         | Comp            | Pres       | Reti       | Comp            | Pres            | Reti            | Comp               | Pres               | Reti               | Comp        | Pres        | Reti        | Pres   | Reti   |        |
| --------------- | --------------- | --------------- | ---------- | ---------- | --------------- | --------------- | --------------- | ------------------ | ------------------ | ------------------ | ----------- | ----------- | ----------- | ------ | ------ | ------ |
| 2005-2006       | Brøndby         | SL              | 1          | 0          | CD              | ?               | ?               | UCL+CU             | -                  | -                  | -           | -           | -           | 1+     | 0+     |        |
| 2006-2007       | Brøndby         | SL              | 29         | 1          | CD              | ?               | ?               | CU                 | 5                  | 0                  | -           | -           | -           | 34+    | 1+     |        |
| 2007-2008       | Brøndby         | SL              | 11         | 0          | CD              | ?               | ?               | -                  | -                  | -                  | -           | -           | -           | 11+    | 0+     |        |
| Totale Brøndby  | Totale Brøndby  | Totale Brøndby  | 41         | 1          |                 | ?               | ?               |                    | 5                  | 0                  |             | -           | -           | 46+    | 1+     |        |
| 2008-2009       | Horsens         | SL              | 29         | 0          | CD              | 3               | 0               | -                  | -                  | -                  | -           | -           | -           | 32     | 0      |        |
| 2009-2010       | Horsens         | 1D              | 27         | 2          | CD              | 1+              | 0+              | -                  | -                  | -                  | -           | -           | -           | 28+    | 2+     |        |
| 2010-2011       | Horsens         | SL              | 30         | 2          | CD              | 2+              | 0+              | -                  | -                  | -                  | -           | -           | -           | 32+    | 2+     |        |
| 2011-2012       | Horsens         | SL              | 28         | 8          | CD              | 6+              | 0+              | -                  | -                  | -                  | -           | -           | -           | 34+    | 8+     |        |
| 2012-2013       | Horsens         | SL              | 30         | 4          | CD              | 4               | 3               | UEL                | 4                  | 1                  | -           | -           | -           | 38     | 8      |        |
| Totale Horsens  | Totale Horsens  | Totale Horsens  | 144        | 16         |                 | 16+             | 3+              |                    | 4                  | 1                  |             | -           | -           | 164+   | 20+    |        |
| 2013-2014       | Odense          | SL              | 30         | 3          | CD              | 3               | 2               | -                  | -                  | -                  | -           | -           | -           | 33     | 5      |        |
| 2014-2015       | Odense          | SL              | 31         | 5          | CD              | 1               | 0               | -                  | -                  | -                  | -           | -           | -           | 32     | 5      |        |
| Totale Odense   | Totale Odense   | Totale Odense   | 61         | 8          |                 | 4               | 2               |                    | -                  | -                  |             | -           | -           | 65     | 10     |        |
| 2015-2016       | Gençlerbirliği  | SL              | 14         | 0          | CT              | 1               | 0               | -                  | -                  | -                  | -           | -           | -           | 15     | 0      |        |
| 2016-2017       | Aarhus          | SL              | 26+3       | 2+0        | CD              | 2               | 1               | -                  | -                  | -                  | -           | -           | -           | 31     | 3      |        |
| 2017-2018       | Aarhus          | SL              | 30         | 3          | CD              | 1               | 0               | -                  | -                  | -                  | -           | -           | -           | 31     | 3      |        |
| 2018-feb. 2019  | Aarhus          | SL              | 15         | 2          | CD              | 2               | 1               | -                  | -                  | -                  | -           | -           | -           | 17     | 4      |        |
| Totale Aarhus   | Totale Aarhus   | Totale Aarhus   | 71+3       | 7+0        |                 | 5               | 2               |                    | -                  | -                  |             | -           | -           | 79     | 9      |        |
| 2019            | Strømsgodset    | ES              | 11         | 0          | CN              | 1               | 0               | -                  | -                  | -                  | -           | -           | -           | 12     | 0      |        |
| ago.-dic. 2020  | Mjällby         | A               | 6          | 0          | CS              | 1               | 0               | -                  | -                  | -                  | -           | -           | -           | 7      | 0      |        |
| 2021-2022       | Hvidovre        | 1D              | 3          | 1          | CS              | 0               | 0               | -                  | -                  | -                  | -           | -           | -           | 3      | 1      |        |
| Totale carriera | Totale carriera | Totale carriera | 351+3      | 33+0       |                 | 28+             | 7+              |                    | 9                  | 1                  |             | -           | -           | 391+   | 41+    |        |